# Modlniczka
Modlniczka is een plaats in het Poolse district Krakowski, woiwodschap Klein-Polen. De plaats maakt deel uit van de gemeente Wielka Wieś en telt 810 inwoners.